# Sun Liang
Sun Liang (* 243; † 260), Großjährigkeitsname Ziming, war der jüngste Sohn des Kaisers Sun Quan und der zweite Kaiser der Wu-Dynastie.

## Kindheit
Sun Liang wurde 243 als Sohn von Sun Quan und seiner Gemahlin Pan geboren. Als jüngster Sohn wurde er von seinem Vater gut umsorgt, der sich über einen Sohn in seinem hohen Alter (61 Jahre) sehr froh war. Am Hofe biederten sich die Beamten an seine rivalisierenden älteren Brüder Sun He (der Kronprinz) und Sun Ba an. 250 war Sun Quan den Streit seiner Söhne leid, zwang Sun Ba zum Suizid und setzte den Kronprinzen ab. Auf das Drängen seiner Tochter Sun Dahu, die schon gegen Sun He und seine Mutter intrigiert hatte, setzte er Sun Liang als neuen Kronprinzen ein. Sun Dahu verheiratete ihren jüngeren Bruder nun mit einer Großnichte ihres Gatten Quan Cong, die später zur Kaiserin Quan aufsteigen sollte. 251 erhob Sun Quan die Mutter des Kronprinzen, Frau Pan, zur Kaiserin.
252 verlor der Kronprinz Sun Liang beide Eltern in rascher Folge. Zu Beginn des Jahres wurde seine Mutter unter ungeklärten Umständen ermordet, später starb Sun Quan im Alter von 70 Jahren, und Sun Liang bestieg den Thron.

## Herrschaft

### Zhuge Kes Regentschaft
Vor seinem Tod hatte Sun Quan Zhuge Jins Sohn Zhuge Ke mit Billigung durch seinen Vertrauten Sun Jun (ein Urenkel von Sun Jians Bruder Sun Jing) zum Regenten des Kronprinzen bestimmt. Auch das Volk verehrte Zhuge Ke sehr, der schon für sein militärisches und diplomatisches Geschick bekannt war – er hatte das Volk der Yue unterworfen. Sun Quans einzige Bedenken – Zhuge Kes Arroganz und Selbstüberschätzung – sollten sich als prophetisch erweisen.
Als er vom Tod Sun Quans erfuhr, startete der Regent der Wei-Dynastie, Sima Shi, eine große Invasion gegen Wu, die Zhuge Ke unter schweren Verlusten zurückschlagen konnte. Dies war seiner Reputation sehr zuträglich. Ein Jahr später machte er sich daran, alle jungen Männer von Wu zu versammeln und in einen gewaltigen Feldzug gegen die Wei zu führen. Dieser Plan wurde von vielen Beamten kritisch betrachtet. Obwohl Zhuge Ke sich nach Rücksprache mit Jiang Wei mit dem Staat Shu Han verbündet hatte, schlug die Kampagne fehl, denn Zhuge Ke griff statt der Stadt Shouchun die Stadt He Fei an, deren starke Verteidigung den Wu lange widerstehen konnte. Zhuge Ke brach die Belagerung trotz der Aussichtslosigkeit und ausbrechender Seuchen nicht ab, so dass er schließlich gezwungen war, sich vor den Wei-Truppen zurückzuziehen. Er kehrte lange Zeit nicht in die Hauptstadt Jianye Jianye (建業, heutiges Nanjing, Jiangsu) zurück und entschuldigte sich nie für seine furchtbaren Verluste.
Als er endlich in die Hauptstadt zurückkehrte, ging er mit harter Hand gegen die Opposition vor. Als er auch eine zweite Kampagne gegen die Wei plante, beschloss Sun Jun, ihn zu beseitigen. Er beschuldigte ihn vor Sun Liang des Verrats und bereitete eine Falle bei einem Festmahl für ihn vor. Die Familie Zhuge wurde aus Wu ausgetilgt.

### Sun Juns Regentschaft
Nachdem Sun Jun Zhuge Ke getötet hatte, tat er schnell weitere Schritte, um seine Macht zu befestigen. Gleich am Anfang teilte er sich scheinbar die Macht mit dem Premierminister Teng Yin, der aber durch seine militärischen Befugnisse bald ein üblerer Diktator wurde als Sun Jun. Insbesondere klagte er den ehemaligen Kronprinzen Sun He zu Unrecht der Verschwörung mit Zhuge Ke an und zwang ihn zum Suizid. Seine autokratischen Aktionen beschworen eine Verschwörung von Sun Ying, dem Marquis von Wu (Sohn des Sun Deng), und dem Offizier Huan Lu, aber Teng Yin erfuhr davon und ließ beide hinrichten.
Als 255 der Aufstand von Wuqiu Jian und Wen Qin das Wei-Reich erschütterte, griffen die Wu-Truppen unter Sun Jun an, zogen sich aber rasch zurück, nachdem Sima Shi den Aufstand niedergeschlagen hatte. Im selben Jahr wurde eine weitere Verschwörung gegen Sun Jun aufgedeckt, der viele Offiziere und Sun Quans Tochter Sun Xiaohu hinrichten ließ.
Im Jahr 256 plante Sun Jun auf Wen Yin Qins Drängen hin eine weitere Kampagne gegen die Wei, als er plötzlich erkrankte und seinen Cousin Sun Lin zu seinem Nachfolger bestimmte. Er starb bald darauf.

### Sun Lins Regentschaft
Sun Juns Tod bewirkte eine größere Konfrontation. Der General Lu Ju, der die Truppen gegen Wei geführt hätte, war mit der Nachfolgeregelung zugunsten Sun Lins unzufrieden, weil dieser sich noch in keiner Weise hervorgetan hatte. Lu Ju ernannte Teng Yin öffentlich zum Regenten, der gern zustimmte. Sun Lin schlug militärisch zurück und besiegte Teng Yin und Lu Ju. Teng und seine Sippe wurden hingerichtet, während Lu Suizid beging. Dieser Erfolg machte Sun Lin sehr überheblich.
Im Jahr 257 übernahm Sun Liang einige Staatsgeschäfte persönlich. Er richtete eine kaiserliche Leibwache ein, die aus jungen Männern in seinem Alter bestand, um mit ihnen gemeinsam erwachsen zu werden. Oft stellte er auch Sun Lins Entscheidungen in Frage. Allmählich wurde Sun Lin besorgt.
Später in diesem Jahr begann der Wei-General Zhuge Dan einen Aufstand, um eine vermeintliche Usurpation Sima Zhaos zu verhindern. Er ersuchte Wu um Hilfe, aber nur eine kleine Truppe unter Wen Qin kam ihm zu Hilfe, während Sun Lin sein Lager nahe der belagerten Stadt aufschlug, ohne Zhuge Dan Hilfe zu leisten. Als Sun Lin stattdessen seinen General Zhu Yi um Entsatz für die erschöpften und hungrigen Truppen bat, weigerte der sich und wurde von Sun Lin hingerichtet. Dadurch zog Sun sich den Zorn des Heeres zu, das Zhu Yis Fertigkeiten und Integrität bewundert hatte. Untätig musste Sun Lin zusehen, wie Zhuge Dans Rebellion 258 niedergeschlagen und Wen Qin von Wei gefangen genommen wurde.

### Absetzung
Sun Lin wusste, dass das Volk und der junge Kaiser wütend auf ihn waren, und kehrte nicht nach Jianye zurück, das er von seinen Vertrauten besetzen ließ. Sun Liangs Zorn wuchs, und er plante gemeinsam mit seiner Tante Sun Dahu, dem General Liu Cheng, seinem Stiefvater Quan Shang und seinem Stiefbruder Quan Ji einen Umsturz. Sun Lin nahm Quan Shang schnell gefangen und tötete Liu Cheng, umstellte dann den Palast und zwang die Beamten, Sun Liang abzusetzen. Er belog sie, der Kaiser sei geisteskrank. Sun Liang wurde zum Prinzen von Kuaiji degradiert.

## Nach der Absetzung
Sun Lin erklärte Sun Liangs älteren Bruder Sun Xiu, den Prinzen von Langye, zum Kaiser. Wenige Monate später stellte dieser Sun Lin eine Falle, ließ ihn ergreifen und töten. Weil er Stimmen fürchtete, die Sun Liangs Rückkehr auf den Thron fordern könnten, degradierte er ihn 260 zum Marquis von Houguan und schickte ihn seine Mark Houguan, damals eine öde Wildnis.
Auf dem Weg dahin starb Sun Liang. Die meisten Historiker nehmen Suizid an, aber eine andere Theorie besagt, dass Sun Xiu ihn vergiftet hatte.

## Äranamen
- Jiànxīng (建興) 252–253
- Wǔfèng (五鳳) 254–256
- Taìpíng (太平) 256–258

## Familie
- Vater: Sun Quan
- Mutter: Kaiserin Pan
- Gemahlin: Kaiserin Quan